# Arco de serra
Arco de serra, vulgarmente conhecida como segueta é uma ferramenta para cortar ou serrar, principalmente madeira, compensados, metais, plásticos.
É composta por um arco durável e uma lâmina de serra que pode ser reposta quando o desgaste chegar ao limite.
Ao utilizar, faça a pressão de corte no sentido do corte dos dentes. Pressionar no sentido contrário pode danificar a lâmina
Como norma de segurança, não coloque os dedos na trajetória de corte.